# Asobo Studio
Asobo Studio is een Frans computerspelontwikkelaar gevestigd in Bordeaux. Het bedrijf werd in 2002 opgericht. Asobo is bekend van haar game-adaptaties van Pixar Animation Studios-films en van ports.

## Ontwikkelde spellen
| Release | Titel                                 | Platform                                                                          |
| ------- | ------------------------------------- | --------------------------------------------------------------------------------- |
| 2003    | Superfarm                             | PlayStation 2                                                                     |
| 2003    | Sitting Ducks                         | PlayStation 2                                                                     |
| 2004    | The Mummy                             | PlayStation 2, Windows                                                            |
| 2005    | CT Special Forces: Fire for Effect    | PlayStation 2, Windows, Xbox                                                      |
| 2006    | Garfield: A Tail of Two Kitties       | PlayStation 2, Windows                                                            |
| 2007    | Ratatouille                           | GameCube, Mac OS X, PlayStation 2, Wii, Windows                                   |
| 2008    | WALL-E                                | Mac OS X, PlayStation 2, Windows                                                  |
| 2009    | Fuel                                  | PlayStation 3, Windows, Xbox 360                                                  |
| 2009    | Up                                    | PlayStation 2, PlayStation Portable, Windows                                      |
| 2010    | Racket Sports                         | PlayStation 3, Wii                                                                |
| 2010    | Toy Story 3                           | PlayStation 2, PlayStation Portable                                               |
| 2012    | Kinect Rush: A Disney-Pixar Adventure | Xbox 360                                                                          |
| 2014    | The Crew                              | Xbox 360                                                                          |
| 2014    | Monopoly Plus                         | PlayStation 3, PlayStation 4, Xbox 360, Xbox One                                  |
| 2016    | Fragments                             | Microsoft HoloLens                                                                |
| 2016    | Young Conker                          | Microsoft HoloLens                                                                |
| 2019    | A Plague Tale: Innocence              | Windows, PlayStation 4, Xbox One, Nintendo Switch, PlayStation 5, Xbox Series XIS |
| 2020    | Microsoft Flight Simulator            | Windows, Xbox Series XIS                                                          |
| 2023    | A Plague Tale: Requiem                | Windows, Nintendo Switch, PlayStation 5, Xbox Series XIS                          |
| 2024    | Microsoft Flight Simulator 2024       | Windows, Xbox Series XIS                                                          |